# 吉尔巴尼亚
吉尔巴尼亚（英語：Jilbania）是孟加拉国的一个村庄，位于该国南部巴里萨尔专区的比罗杰布尔县。该村距离孟加拉国首都达卡112千米。

## 临近地点
- Chāndkāti（英语：Chandkati）
- Gilātala（英语：Gilatala）[2]